# Melissodes druriella
Melissodes druriella es una especie de abeja del género Melissodes, tribu Eucerini, familia Apidae. Fue descrita científicamente por Kirby en 1802.

## Descripción
Mide 12 milímetros de longitud.

## Distribución
Se distribuye por Estados Unidos y Canadá.